# Medaljon sv. Benedikta
Poznat je medaljon sv. Benedikta, kojega mnogi nose oko vrata u vjeri da ih čuva od zla. Medaljon je izrađen 1880. povodom jubileja četrnaest stoljeća od rođenja sv. Benedikta.

### Prednja strana
Sv. Benedikt u habitu koji u desnoj ruci drži križ, a u lijevoj svoje Pravilo, njemu sdesna na oltaru je kalež u kojem je bio otrov, a koji se zatresao nakon što je sv. Benedikt nad njim napravio znak križa, na oltaru njemu slijeva je gavran koji se sprema odnijeti otrovani kruh. Sitnim slovima iznad oltara je latinski natpis - "Križ sv. oca Benedikta": 
Ispod njegovih nogu je latinska kratica mjesta i godine izrade medaljona - "Iz sv. Monte Cassina, 1880":
Na obodu medaljona je latinski natpis - "Neka nas u času smrti naše zaštiti njegova prisutnost":

### Poleđina
Preko cijele poleđine je križ iznad kojega je latinski natpis - "Mir":
Na okomitom kraku križa, odozgo prema dolje su slova:
značenja: Crux sacra sit mihi lux - "Neka mi križ bude svijetlo", a na poprečnom kraku, slijeva na desno su slova:
što znači Non draco sit mihi dux - "Neka mi zmaj ne bude vođa". U četiri kuta križa nalaze se početna slova istih onih riječi napisanih iznad oltara na prednjoj strani medaljona - Crux sancti Patris Benedicti - "Križ svetog oca Benedikta":
Početna slova koja okružuju obod poleđine: 
predstavljaju riječi molitve: Vade retro Satana! Nunquam suade mihi vana! Sunt mala quae libas. Ipse venena bibas! - "Odlazi Sotono, ne savjetuj me ispraznostima – zlo je to što nudiš, sam pij svoj otrov!"
| Portal:Kršćanstvo | Portal: Kršćanstvo |

## Vanjske poveznice
- Sveti Benedikt – životopis – štovanje – molitve (knjiga)  Arhivirana inačica izvorne stranice od 24. srpnja 2015. (Wayback Machine)
- Medaljica sv. Benedikta  Arhivirana inačica izvorne stranice od 14. srpnja 2014. (Wayback Machine)
- Pobožnosti sv. Benedikta  Arhivirana inačica izvorne stranice od 23. siječnja 2013. (Wayback Machine)
- Križ svetog Benedikta (knjiga)  Arhivirana inačica izvorne stranice od 24. srpnja 2015. (Wayback Machine)